# Akustische Gastemperaturmessung
Die akustische Gastemperaturmessung, auch Schallpyrometrie genannt, ist ein berührungsloses Messverfahren, welches auf der Temperaturabhängigkeit der Schallgeschwindigkeit basiert.
Genutzt wird die akustische Gastemperaturmessung meist in Kraftwerken und Müllverbrennungsanlagen zur Messung der Temperatur im Kessel und zur Verbrennungsoptimierung oder zur Regelung von Rauchgasentstickungssystemen. Seit 2009 kommt das Verfahren auch im Hochofen zum Einsatz.

## Funktionsweise
Ein Sender sendet ein druckluftgeneriertes Schallsignal aus, welches im Frequenzbereich zwischen 200 und 3000 Hz liegt. Gemessen wird die Laufzeit des Signales, bis es am Empfänger ankommt. Da die Schallgeschwindigkeit in bekannter Weise von der Temperatur abhängt, lässt sich auf diesem Wege die Temperatur des Pfades zwischen Sender und Empfänger mathematisch ermitteln. Werden mehrere Pfade, die sich überkreuzen und in verschiedenen Ebenen liegen vermessen, lässt sich eine graphische Darstellung der Temperaturverteilung im Kessel erzeugen.
Für die Schallgeschwindigkeit c gilt: {\displaystyle c={\sqrt {\frac {\kappa RT}{M}}}} mit dem Adiabatenkoeffizienten {\displaystyle \kappa }, der allgemeinen Gaskonstanten R, der molaren Masse M und der Gastemperatur T. Zwar sind {\displaystyle \kappa } und M in der Praxis nicht exakt bekannt, die Ungenauigkeit der Messung bewegt sich aber im Bereich von 1 %.